# Andrej Poljšak
Andrej Poljšak, slovenski nogometaš, * 24. junij 1968.
Poljšak je vso kariero igral v slovenski ligi za klube Koper, Mura, Gorica, Primorje in Olimpija. Skupno je v prvi slovenski ligi odigral 379 prvenstvenih tekem in dosegel osem golov. 
Za slovensko reprezentanco je med letoma 1993 in 1998 odigral petnajst uradnih tekem in dosegel en gol. Edini zadetek je dosegel leta 1998 na prijateljski tekmi proti islandski reprezentanci.